# Vadim Borissovski
Vadim Vassílievitx Borissovski (Moscou, 19 de gener, 1900 - Idem, 2 d'agost, 1972), fou un violista soviètic, intèrpret de viola d'amore, professor al Conservatori de Moscou. El fundador de l'escola soviètica de tocar la viola, l'autor de molts arranjaments i l'inspirador de composicions per a aquesta, Borissovski va tenir un paper vital en l'establiment de la reputació de la viola com a instrument solista de ple dret. Artista popular de la RSFSR (1965).

## Biografia
Vadim Borissovski era descendent de dues famílies riques de comerciants: el seu avi matern era el "rei del vodka" Pyotr Smirnov, i per part del seu pare procedia d'una família de fabricants de tabac Bostanzhoglo. {nota, a.} Va començar a estudiar música -tocant el piano i el violí- des de la primera infància. Després d'haver rebut una educació gimnàstica, dominava diverses llengües modernes i antigues per insistència de la seva mare, va començar a estudiar medicina a la universitat, però en secret va continuar estudiant música.
El 1918, va ingressar al Conservatori de Moscou a la classe de violí de Mikhail Press, però, interessat en tocar la viola, un any més tard es va traslladar a la classe de Vladimir Bakaleinikov i el 1922, va ser el primer dels graduats del conservatori a graduar-se com a violista (abans, el conservatori només tenia una classe de "viola obligatòria" "per a violinistes). El nom de Borissovski, com a graduat amb honors, està inclòs a la placa d'honor de marbre del conservatori.
El 1923, Borissovski es va convertir en músic del recentment creat Quartet de corda del Conservatori de Moscou (des de 1931, el Quartet Beethoven), on va interpretar contínuament el paper de viola fins al 1964. De 1923 a 1971, Borissovski va mantenir un "Diari del dia a dia"  de l'obra del Quartet", anotant actuacions, gires i altres esdeveniments relacionats amb el treball del grup.
Des de 1925, després de la sortida de Bakaleinikov a l'estranger, Borissovski va prendre la seva classe de viola al conservatori. El 1931, sota la pressió de la RAPM, els membres del qual consideraven inadequada l'existència d'una classe de viola separada, la classe es va tancar i els estudiants de Borissovski van ser traslladats a la classe de violí (però van continuar estudiant en secret amb el seu professor a casa). Un any més tard, després de la dissolució de la RAPM, la classe es va reprendre, i el 1935 Borissovski va rebre el títol de professor.
Després de l'èxit de l'actuació del quartet del Conservatori de Moscou en dos concursos de la Unió (ambdues vegades el quartet va rebre el 1r premi), els músics van rebre el dret de girar a Alemanya (1927), on també van ser ben rebuts pel públic i la crítica. En el mateix viatge de concerts, el jove violista va conèixer el musicòleg Wilhelm Altmann, amb qui més tard va compilar el primer catàleg d'obres escrites per a viola i viola d'amor, publicat a Alemanya el 1937. Aquesta obra va ser durament criticada al diari "Pravda" per Georgy Khubov, qui va acusar Borissovski de col·laborar amb els feixistes, malgrat que el catàleg es va preparar abans que els feixistes arribessin al poder, el 1932, i la publicació es va retardar per motius fora del control dels autors. S'estaven preparant més acusacions de "desatenció política" no només contra Borissovski, sinó també contra tota la direcció del conservatori. El músic es va salvar de greus conseqüències per la intercessió de Viatxeslav Mólotov.
El 1946, com a membre del Quartet Beethoven, va rebre el premi Stalin de primer grau i el 1965, el títol d'"Artista popular de la RSFSR". El 1959–1972 - cap del departament de viola i arpa del Conservatori de Moscou. Durant la seva etapa al conservatori, va formar molts violistes que van continuar la seva carrera com a solistes, quartet i artistes d'orquestra. Entre els seus estudiants hi ha Rudolf Barshai, Fyodor Druzhinin, Evgeny Strakhov, Igor Boguslavsky, Mikhail Tolpygo i molts altres.
Vadim Borissovski va morir el 2 de juliol de 1972 i va ser enterrat a Moscou al cementiri de Vvedensky (lloc 15).

## Col·laboració creativa
L'any 1923, Borissovski va conèixer in absentia Paul Hindemith, un compositor que va dominar brillantment la viola i va escriure diverses obres per a aquest instrument. Borissovski va ser probablement el primer intèrpret de la seva música a l'URSS, i durant una gira el 1927 va conèixer el compositor en persona. Malgrat el respecte per Hindemith, les seves opinions creatives sobre l'actuació van resultar no estar a prop de Borissovski, però el mateix Hindemith va apreciar molt l'habilitat de Borissovski, anomenant-lo "president de la Unió Mundial de Violistes".
Vadim Borissovski va tenir una amistat a llarg termini amb Dmitri Xostakóvitx. Com a membre del Quartet Beethoven, Borissovski va participar en les estrenes de gairebé tots els seus quartets (excepte el Primer i el Quinzè), així com el Quintet de piano (el mateix compositor va interpretar la part de piano). Xostakovitx li va dedicar el seu Tretzè Quartet amb una extensa part de viola solista. L'any 2017, a l'arxiu de Borissovski es va trobar una composició prèviament desconeguda de Xostakóvitx: Impromptu per a viola i piano, escrita el 1931 (la dedicatòria de l'Impromptu estava dirigida a un altre violista: Alexander Ryvkin). Una sèrie d'obres solistes per a viola estan dedicats a Borissovski (sonates de Vladimir Kryukov, Nikolai Roslavets, Sergei Vasilenko; "Pròleg" d'Aleksandr Krein i altres).

## Realització d'activitats
Des dels primers anys dels seus estudis al conservatori, Borissovski va treballar a les orquestres de teatre de Moscou (el 1919-1924 - al Teatre Maly; el 1920-1923 - al Teatre Bolxoi, on des de 1922 va ser acompanyant del grup de viola), però després va passar al treball en solitari i en conjunt. El 1922, juntament amb Konstantin Igumnow, va fer el seu primer concert en solitari a la Sala Petita del Conservatori de Moscou.
El seu repertori incloïa tota la literatura clàssica de viola, tant obres originals com transcripcions. El mateix Borissovski va editar i organitzar per a viola més de 300 obres de diversos autors, des de l'època barroca fins a compositors moderns, incloses les sonates per a violoncel de Rakhmàninov, Miaskovski, peces del ballet "Romeu i Julieta" de Prokófiev i altres. Una escola de viola d'Antonio Bruni es va publicar en rus sota la direcció de Borissovski. Entre les obres originals del mateix Borissovski, sovint s'interpreta la Tarantella siciliana (Volcà) per a viola i piano.
L'autèntic descobriment de Borissovski va ser el renaixement de la sonata per a viola de Mikhail Glinka, el manuscrit de la qual havia estat a la Biblioteca Imperial de Sant Petersburg durant més d'un segle i va romandre desconegut pel públic. Borissovski va editar el text de la sonata i va completar la part II, inacabada per Glinka; l'any 1932, va interpretar per primera vegada la sonata juntament amb la pianista Elena Beckman-Shcherbina, alhora que les partitures de l'edició de Borissovski es van publicar a Muzgiz i a l'editorial Universal Edition de Viena. Borissovski va incloure sovint la Sonata de Glinka en programes de concerts, i el 1951 la va gravar en un conjunt amb Aleksandr Goldenvéizer.
A la recerca d'un instrument de so complet on es pogués tocar la música sense perdre la qualitat del so, Borissovski va col·laborar amb el violinista Timofey Podgorny, que va dissenyar violes grans que s'acosten a proporcions acústicament correctes. Fins al 1936, Borissovski tocava la viola "Apol·lo" de Podgorny, després va adquirir un instrument del mestre Gasparo da Salo (Gasparo Bertolotti), que també tenia una mida corporal gran (470 mm; per comparació: l'estàndard mundial adoptat el 1960 és de 420 mm), però permet obtenir un so profund i brillant.
Vadim Borissovski es va situar en els orígens del renaixement de la música antiga a l'URSS i va ser un dels primers del país, a la dècada de 1920, a tocar el violi d'amore, un instrument que va sorgir al segle XVII, però que no s'havia fet utilitzar en la pràctica concertística des de principis del segle XIX i només al segle xx, que va començar una nova vida. Obligat als anys 30 per motius ideològics a abandonar els concerts de viola d'amor, Borissovski va començar a incloure-lo de nou als seus programes als anys 50. Posseeix diverses transcripcions per a aquest instrument. Alguns dels seus estudiants van heretar d'ell l'interès per la viola d'amor.
Els enregistraments de Borissovski (sense comptar els que formen part del quartet) inclouen interpretacions de la Simfonia Concertante de Dittersdorf, Harold de Berlioz a Itàlia, la Sonata de Glinka, transcripcions per a viola i viola d'amor.
A més de la seva creativitat musical, Borissovski va ser autor de nombrosos poemes, improvisats poètics i epigrames. El 2012 es va publicar un recull dels seus poemes, "El cercle màgic dels miralls". Una sèrie de documents inèdits relacionats amb el nom del músic es conserven a l'arxiu conjunt de Borissovski i la seva dona Alexandra Alexandrovna (Dolly) de Lazari (1904-2004) als Arxius Centrals de l'Estat de Moscou.

## Notes

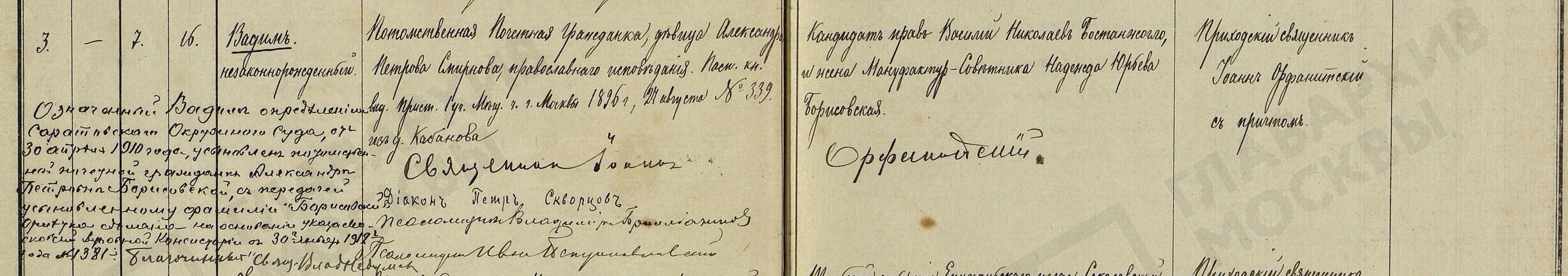
Registre del bateig de Vadim i un extracte de la transferència del cognom Borissovski a ell